# Fleinskallen
Fleinskallen eller Bôzu Yama är en kulle i Antarktis. Den ligger i Östantarktis. Norge gör anspråk på området. Toppen på Fleinskallen är 243 meter över havet.